# Ewa Lieder
Ewa Lieder z domu Kostkowska (ur. 15 stycznia 1968 w Gdańsku) – polska działaczka samorządowa i polityk, posłanka na Sejm VIII kadencji.

## Życiorys
Ukończyła studia na kierunku zarządzanie w Bałtyckiej Wyższej Szkole Humanistycznej w Koszalinie. Prowadziła własną działalność gospodarczą w branży księgowej i ubezpieczeniowej.
Była członkinią Partii Kobiet. W 2010 została przewodniczącą zarządu dzielnicy Wrzeszcz Dolny w Gdańsku, gdzie zainicjowała pierwszy budżet partycypacyjny na poziomie dzielnicy. Została też jedną z regionalnych liderek Porozumienia Ruchów Miejskich. Współtworzyła inicjatywę Gdańsk Obywatelski, z jej ramienia w wyborach w 2014 ubiegała się bez powodzenia o urząd prezydenta Gdańska (zajmując 3. miejsce wśród 6 pretendentów).
W wyborach parlamentarnych w 2015 kandydowała do Sejmu w okręgu gdańskim z pierwszego miejsca na liście Nowoczesnej Ryszarda Petru. Uzyskała mandat posłanki VIII kadencji, otrzymując 23 220 głosów. W ramach Nowoczesnej objęła funkcje przewodniczącej regionu pomorskiego (2016), członka zarządu (2017) i rzecznika dyscyplinarnego (2018). W 2017 powołana w skład Rady Programowej Radia Gdańsk.
W wyborach do Parlamentu Europejskiego w 2019 bezskutecznie ubiegała się o mandat posła do PE z listy Koalicji Europejskiej. Kandydowała z 6. miejsca w okręgu wyborczym nr 1, obejmującym województwo pomorskie; uzyskała poparcie 2726 wyborców. W wyborach krajowych w tym samym roku, startując z listy Koalicji Obywatelskiej, nie uzyskała poselskiej reelekcji.